# 그레베시

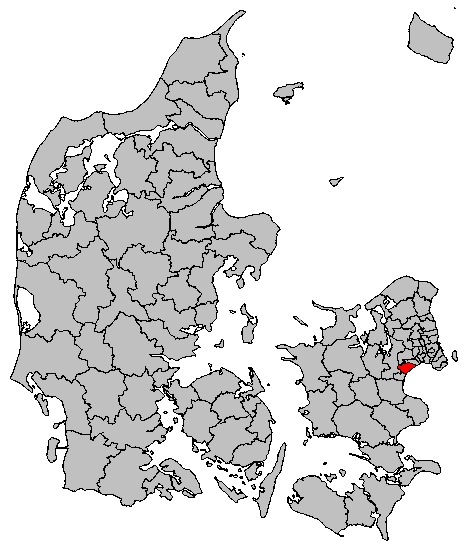
그레베시의 위치

그레베시(덴마크어: Greve Kommune)는 덴마크 셸란 지역에 위치한 지방 자치체로 행정 중심지는 그레베스트란이며 면적은 60.18km2, 인구는 47,936명(2012년 1월 1일 기준), 인구 밀도는 800명/km2이다. 셸란섬 동부 연안에 위치하며 코펜하겐에서 남서쪽으로 21km 정도 떨어진 곳에 위치한다.